# Caribous de Québec
Les Caribous de Québec était un club de crosse professionnel, situé dans la ville de Québec, au Québec.

## Historique
- Fondé: 1974
- Aréna: Colisée de Québec.
- Couleurs d'uniforme: Brun, orange, blanc
- Membre de la National Lacrosse League (1974-75) en 1974 (déménagement des Stingers de Syracuse)

- Apparences en finale de la Coupe des Nations: 1 (1 victoire, 1975)

En 1975, une nouvelle équipe de crosse professionnelle s'installe à Québec. Elle fut transférée de Syracuse et était membre de la National Lacrosse League (1974-75), formée en novembre 1974. Marius Fortier, cofondateur des Nordiques, est à l'origine du projet d'une concession de la LNC pour la ville de Québec.
Le match inaugural a lieu au Colisée de Québec le 21 avril 1975, lors de la visite des Bolts de Boston. Les Caribous perdent 14-12 devant une foule de plus de 14 000 spectateurs alors que le vieux colisée ne pouvait qu'accueillir plus de 10 000 personnes. Les premières semaines font redécouvrir la crosse aux gens de Québec avec des foules de 6 000 personnes en moyenne. Mais les Caribous sont inconstants dans leurs résultats sur le terrain.
Québec termine  difficilement la saison 1975 au quatrième rang (sur six équipes) de la ligue avec une fiche de 22 victoires, 24 défaites et 2 nulles. Pour se qualifier, les Caribous gagneront 8 des 10 derniers matchs de la saison. Puis les Caribous, à la surprise générale, vaincront les Tomahawks de Long Island, champions de la saison régulière en six rencontres avant d'atteindre la finale contre les Québécois de Montréal, deuxième puissance de la ligue.
Au cours de la finale de 1975, opposant les Caribous aux Québécois de Montréal, plus de 53 000 spectateurs se bousculeront pour assister aux six rencontres.Finalement, les Caribous remportent le 29 septembre 1975 le sixième match au Colisée de Québec 16-10, alors que Gord Osynchuck, ex-joueur des Québécois en profite pour marquer 3 buts. Durant cette série Montréal-Québec, la rivalité était très grande entre les deux équipes.
L'engouement de cette finale n'efface toutefois pas les difficultés financières de la ligue qui décide de cesser ses activités le 13 février 1976.

## Trophées

### La Coupe des Nations
| Année | Finaliste             | Résultat |
| ----- | --------------------- | -------- |
| 1975  | Québécois de Montréal | 4-2      |

,

## Les joueurs
Parmi les vedettes des Caribous, on note Dave Durante (no. 10) qui termina cinquième au championnat des pointeurs (89 buts, 117 passes, 206 points); le meilleur joueur des séries éliminatoires 1975, le gardien de buts des Caribous, Larry Smeltzer (no.29), considéré comme étant le meilleur gardien de sa génération (Temple de la renommée de la crosse au Canada); le capitaine Jim Higgs (no. 6), l'assistant capitaine Pat Differ (no.7), Travis Cook (no.14) dont le lancer était terrifiant pour les gardiens et le Québécois Robert Bleau (no.16), unique francophone du club.
Fait à noter une recrue portant le no. 19, Terry Sanderson, une travailleur acharné et une peste pour les autres équipes,  deviendra l'entraineur du Rock de Toronto de la NLL actuelle. Le directeur du personnel des Caribous et adjoint entraîneur, Chris Rudge, deviendra un des gestionnaires principaux de Québecor World avant de devenir le PDG des Jeux Olympiques de Vancouver en 2010 et des Argonauts de Toronto de la LCF!. L'entraîneur chef était Medo Martinello.

## Statistiques 1975
```
                       PJ   B   A   PTS     Pun
```

Dave Durante            48   89 117  206      22     Temple de la renommée de la crosse 1997
Pat Differ              45   58  91  149      21  
Brian Evans             46   62  84  146      45     Temple de la renommée de la crosse 1997
Travis Cook             42   71  68  139      41     Temple de la renommée de la crosse 2004
Jim Higgs (C)           44   52  75  127      16     Temple de la Renommée de la crosse 1990
Brian Wilson            46   62  45  107      65
Murray Cawker           43   60  40  100      44
Bruce Murdock           45   44  32   76      42
John McDonald           45   25  45   70      29
Jim Miller              44   31  39   70      63
Terry Sanderson         46   32  36   68     160
Glen Mueller            43   14  38   52      64
Gord Osinchuk           46   17  29   46      93
Jim Gow                 40   17  26   43      56
Roger Dubyna            33    6  35   41      28
Ken Alexander           30   11  23   34      57      Temple de la renommée de la crosse 1991
Rick Bisson             34   14  17   31      91
Russ George             37    5  24   29     126
Paul Cioci              13   22  16   38       0
Robert Bleau            29   12   9   21       6
Tom Wright              23    2   6    8      13
Mike Smith              20    4   4    8      21
Tom Vann                10    4   4    8      10
Bruce Todman*                18  57   75          *(Echangé aux Tomahawks de Long Island pour Rick Bisson et Brian Wilson) 
Rick Palla (G)          33    0  50   50    19
Larry Smeltzer(G)       30    0  45   45     4  MVP séries éliminatoires,  Temple de la renommée de la crosse 1993  
Sources: JustsportsStats.comlacrossestatsindex

## Bannière de championnat
En 1975 aucune bannière n'a été installé dans le Colisée de Québec pour souligner le championnat par l'équipe de Québec. En 2015, une initiative provenant du Circuit québécois de crosse fut lancée pour faire revivre, le temps d'un match, cette équipe par le biais des Ahki'wahcha de Wendake qui porteront les couleurs des Caribous contre l'équipe de la Milice de Laval. Ces organisateurs ont fait faire une bannière soulignant le championnat remporté par les Caribous et le désir de la voir suspendue dans le nouvel aréna de Québec, le Centre Vidéotron.